# 常磐高等学校 (福岡県)
常磐高等学校（ときわこうとうがっこう）は、福岡県北九州市小倉南区志井に校舎を置く私立高等学校。
1929年（昭和4年）の創立以来ずっと男子校であったが、2004年度に共学となった。

## 概要
北九州市小倉南区内で唯一の私立高等学校であり、進学系の学科を基本とした普通科のみの高等学校である。
ただし、普通科内ではコース・クラスが分かれており特別進学コース・進学コース（進学選抜クラス）・情報進学コースの3コースからなっている。
生徒数は、全学年で650名弱である。
以前男子校であった事から男子生徒のほうが女子生徒より圧倒的に多い。

## 沿革

### 年表
- 1929年 - 財団法人常磐中学校として企救郡足立村大字砂津に開校（理事長・林徳次郎）。
- 1929年 - 小倉市大字中井（現・北九州市小倉北区朝日ケ丘、現在跡地は「ときわ台団地」などになっている）に新校舎を建設。
- 1948年 - 学制改革により高等学校として常磐高等学校を設置（普通科、男子校）。
- 1953年 - 商業科を新設。
- 1961年 - 工業系学科（機械科・電気科・建築科）を新設。
- 1966年 - 権堂義幸（4代）理事長就任。
- 1970年 - 普通科内に特別進学学級を新設。
- 1971年 - 商業科・機械科・電気科・建築科を募集停止。
- 1972年 - 北九州市小倉区（現・小倉南区）志井の現在地に校舎移転。
- 1977年 - 武道館が完成。
- 1978年 - 創立50周年。
- 1982年 - 特別教室等（図書館を含む）完成。
- 1985年 - 新体育館（食堂・合宿所・トレーニング室を含む）完成。
- 1988年 - 新校舎（本館・教室棟）完成。
- 2002年 - 普通科内に情報進学学級を新設。
- 2004年 - 同年度より男女共学化。
- 2008年 - 創立80周年。
- 2012年 - 権堂義幸（4代）理事長死去。
- 2012年 - 権堂宗啓（5代）理事長就任。

## 教育組織
すべて普通科内コースの扱い。　※（　）内は入試についての情報
- 特別進学コース　（一般入試は国・数・英・理・社の5教科、推薦入試は作文・面接）
- 進学コース　　　（一般入試は国・数・英・理・社の5教科、推薦入試は作文・面接）
- 情報進学コース　（一般入試は国・数・英・理・社の5教科、推薦入試は作文・面接）

## 部活動
運動部、文化部ともに活動が盛んであり、全国高校総体など全国大会へ進む部活動もある。なお、入部は任意である。
- 剣道部
  - 全国中等学校剣道大会 - 優勝1回（1939年）
  - 玉竜旗高校剣道大会 - 優勝1回（1985年）、準優勝1回（1981年）
- 野球部
  - 第64回選抜高等学校野球大会出場 -（1992年）
- 陸上部
  - 神宮大会 - 総合優勝2回（1940年、1941年）
  - 全国高等学校駅伝競走大会 - 優勝2回（1956年、1958年）、準優勝2回（1957年、1970年）
- 卓球部
  - 全国高校総体（個人の部）- 準優勝（1975年）

## 通学手段
最寄りの鉄道駅など
- JR日田彦山線志井公園駅
- 北九州モノレール小倉線企救丘駅
- 西鉄バス北九州志井小前バス停

## 著名な出身者
- 内藤武敏（俳優・ナレーター）
- 川本源司郎（実業家）
- 桑原和男（お笑いタレント・吉本新喜劇俳優）
- 原口あきまさ（お笑いタレント)
- 長嶺雅臣（現代鐔工（つば）日本美術刀剣保存協会彫金の部 無鑑査、「北九州技の達人」第1回認定者
- 川野一成（柔道家）
- 打越敏彦（元プロ野球選手）
- 城戸則文（元プロ野球選手）
- 篠崎史紀（ヴァイオリニスト）NHK交響楽団第一コンサートマスター
- 小野一也（元プロ野球選手）
- 千代丸亮彦（元プロ野球選手）
- 石井康雄（元社会人野球選手）
- 押川剛（ノンフィクション作家）
- 永吉たける（漫画家）代表作『スミレ16歳!!』
- 菊池満（歴史学者、西日本工業大学非常勤講師）
- 工藤政宏（行橋市長）

## 系列校
- 小倉日新館中学校
- 飯塚日新館中学校
- 飯塚日新館小学校
- 美萩野女子高等学校
- 高稜高等学校

## 周辺
- 九州職業能力開発大学校
- 北九州工業高等専門学校
- 北九州市立志井小学校